# Gianni Franciolini
Gianni Franciolini, né à Florence le 1er juin 1910 et mort à Rome le 10 mai 1960, est un réalisateur italien.

## Biographie
Gianni Franciolini se rend à Paris en 1929 pour se perfectionner et entre en contact avec l'avant-garde artistique de l'époque, notamment Eugène Deslaw.
Assistant en France de Georges Lacombe, Gianni Franciolini retourne en Italie et travaille entre 1938 et 1940 auprès de Camillo Mastrocinque et de Mario Soldati. Autour des années 1950, il se spécialise dans la comédie de mœurs, avec Vittorio De Sica notamment. Il adapte à l'écran deux récits d'Alberto Moravia : Racconti romani (Cette folle jeunesse, 1955), pour lequel il est récompensé du David di Donatello du meilleur réalisateur, et Racconti d'estate (Femmes d'un été, 1958).
Il meurt le 10 mai 1960 des suites d’une intervention chirurgicale.

## Filmographie
- 1939 : Vérité sur l'Italie
- 1940 : L'Inspecteur Vargas (it) (L'ispettore Vargas)

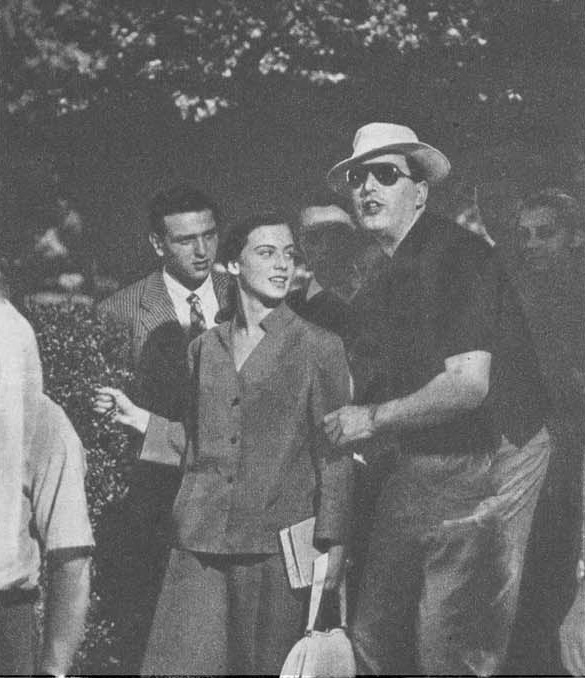
Gianni Franciolini (portant des lunettes) avec Anna Maria Ferrero sur le tournage des Amants de Villa Borghese (1953).

- 1942 : La Folle Journée (Giorni felici)
- 1942 : Phares dans le brouillard (Fari nella nebbia)
- 1943 : Dernier Amour (it) (Addio, amore!)
- 1946 : Notte di tempesta (it)
- 1948 : Amants sans amour (Amanti senza amore)
- 1949 : La mariée ne peut pas attendre (ou Anselme est pressé) (Anselmo ha fretta)
- 1951 : Dernier Rendez-vous (it) (Ultimo incontro)
- 1952 : Bonjour éléphant ! (Buongiorno, elefante !)
- 1953 : Les Amants de Villa Borghese (Villa Borghese)
- 1953 : Nous les femmes (Siamo donne) — film collectif, segment Alida Valli
- 1953 : Les Anges déchus (Il mondo le condanna)
- 1954 : Secrets d'alcôve (Il letto) — film collectif, segment Le Divorce (Il divorzio)
- 1955 : Cette folle jeunesse (Racconti romani)
- 1955 : Ces demoiselles du téléphone (Le signorine dello 04)
- 1956 : Peccato di castità (it)
- 1958 : Femmes d'un été (Racconti d'estate)
- 1959 : Ferdinand Ier, roi de Naples (Ferdinando I° re di Napoli)